# 121.ª Divisão de Infantaria (Alemanha)
A 121ª Divisão de Infantaria (em alemão:121. Infanterie-Division) foi uma unidade militar que serviu no Exército alemão durante a Segunda Guerra Mundial.

## Comandantes
| Comandante                            | Data                                        |
| ------------------------------------- | ------------------------------------------- |
| General der Artillerie Curt Jahn      | 5 de outubro de 1940 - 6 de maio de 1941    |
| Generalleutnant Otto Lancelle         | 6 de maio de 1941 - 8 de julho de 1941      |
| General der Artillerie Martin Wandel  | 8 de julho de 1941 - 11 de novembro de 1942 |
| General der Infanterie Hellmuth Prieß | 11 de novembro de 1942 - ? de março de 1944 |
| Generalmajor Ernst Pauer von Arlau    | ? de março de 1944 - 1 de junho de 1944     |
| Generalleutnant Rudolf Bamler         | 1 de junho de 1944 - 27 de junho de 1944    |
| General der Infanterie Hellmuth Prieß | 27 de junho de 1944 - 10 de julho de 1944   |
| General der Infanterie Theodore Buße  | 10 de julho de 1944 - 1 de agosto de 1944   |
| Generalleutnant Werner Ranck          | 1 de agosto de 1944 - 30 de abril de 1945   |
| Generalmajor Ottomar Hansen           | 30 de abril de 1945 - 8 de maio de 1945     |

## Oficiais de operações
| Major Kurt Brandstädter       | 5 de outubro de 1940-16 de janeiro de 1942    |
| Major Henning Eppendorff      | 16 de janeiro de 1942-10 de dezembro de 1943  |
| Major Fritz Hoefer            | 10 de dezembro de 1943-20 de setembro de 1944 |
| Oberstleutnant Dietmar Eckert | ?-maio de 1945                                |

## Área de operações
| Alemanha                      | outubro de 1940 - junho de 1941 |
| Frente Ocidental, setor norte | junho de 1941 - outubro de 1944 |
| Bolsão de Kurland             | outubro de 1944 - maio de 1945  |